# Anna Sawai
Anna Sawai (em japonês: 澤井 杏奈; romaniz.: Sawai An'na; Wellington, 11 de junho de 1992) é uma atriz, cantora e dançarina japonesa nascida na Nova Zelândia. Ela conseguiu seu primeiro papel como atriz aos 11 anos, como personagem-título na produção de Annie da Nippon TV em 2004, logo após se mudar para o Japão. Mais tarde, Sawai fez sua estreia no cinema como Kiriko no filme de artes marciais de James McTeigue de 2009, Ninja Assassino. Em 2024, estrelou a série Xógum: A Gloriosa Saga do Japão, do FX, pelo qual recebeu aclamação da crítica e se tornou a primeira mulher asiática vencedora do Emmy na categoria de Melhor Atriz em Série de Drama.

## Biografia
Anna Sawai nasceu em 11 de junho de 1992, em Wellington, Nova Zelândia, filha de pais descendentes de japoneses. Sua mãe se formou em ópera e mais tarde trabalhou como professora de piano, enquanto seu pai trabalhava para uma empresa de eletrônicos. Desde os 3 anos, sua mãe a ensinou a tocar piano e a cantar. Sua família mudou-se com frequência enquanto crescia devido ao trabalho de seu pai, morando em Hong Kong e Filipinas, antes de se estabelecer em Yokohama, no Japão, aos 10 anos.

## Vida pessoal
Sawai é bilíngue em inglês e japonês. Atualmente ela reside em Tóquio, Japão. Ela tem uma irmã mais velha, Reina, que é bailarina corifeu na Companhia de Balé de Hong Kong.

## Filmografia

### Cinema
| Ano  | Título            | Personagem | Ref.          |
| ---- | ----------------- | ---------- | ------------- |
| 2009 | Ninja Assassino   | Kiriko     | [ 10 ]        |
| 2021 | F9                | Elle       | [ 11 ] [ 12 ] |
| 2026 | How to Rob a Bank |            | [ 13 ]        |

### Televisão
| Ano           | Título                          | Personagem                  | Notas                             | Ref.   |
| ------------- | ------------------------------- | --------------------------- | --------------------------------- | ------ |
| 2007          | Our Love Song                   | Natsu                       | Participação especial; Episódio 8 |        |
| 2018          | Colors                          | Acusador de estação de trem | 2 episódios                       |        |
| 2019          | Giri/Haji                       | Eiko Fukuhara               | Papel principal; 6 episódios      |        |
| 2022–presente | Pachinko                        | Naomi                       | Papel principal; 6 episódios      | [ 14 ] |
| 2023–2024     | Monarch: Legado de Monstros     | Cate Randa                  | Papel principal; 10 episódios     | [ 15 ] |
| 2024          | Xógum: A Gloriosa Saga do Japão | Mariko Toda                 | Papel coadjuvante; 4 episódios    | [ 16 ] |

### Vídeos musicais
| Ano  | Título  | Artista      | Ref.   |
| ---- | ------- | ------------ | ------ |
| 2015 | "Katy!" | Elliot Yamin | [ 17 ] |